# Cheratocongiuntivite
Per  cheratocongiuntivite  in campo medico, si intende un'infiammazione che riguarda l'occhio (sia della cornea che della congiuntiva). Si manifesta con il raffreddore comune.
L'infiammazione della sola cornea si chiama cheratite, l'infiammazione della sola congiuntiva si chiama congiuntivite.

## Manifestazioni
Si presenta sovente anche la faringite che accompagna l'infiammazione dell'occhio.

## Tipologia
- Cheratocongiuntivite epidemica
- Cheratocongiuntivite flittenulare
- Cheratocongiuntivite secca
- Cheratocongiuntivite virale
- Cheratocongiuntivite primaverile Vernal (VKC)